# Dorcadion ciscaucasicum
Dorcadion ciscaucasicum är en skalbaggsart som beskrevs av Jakovlev 1900. Dorcadion ciscaucasicum ingår i släktet Dorcadion och familjen långhorningar. Inga underarter finns listade i Catalogue of Life.